# Thunder Castle
Thunder Castle (aussi appelé Mystic Castle ou Magic Castle, ou encore Château Hanté pour sa commercialisation en France) est un jeu vidéo de labyrinthe développé par Mattel Electronics, puis finalisé par Quicksilver Software pour être édité par INTV en 1986 pour la console Intellivision. Le jeu est particulièrement remarqué pour ses graphismes soignés et ses musiques, reprises de musique classique.

## Système de jeu
Il s'agit d'un jeu de labyrinthe, rappelant le gameplay de Night Stalker et Pac-Man. Un chevalier évolue successivement dans une forêt, un château et un donjon, ramassant des objets magiques qui lui permettent de chasser dragons, sorciers et démons.

## Développement
Le développement du jeu commence en 1982, lorsque la programmeuse Connie Goldman remporte un concours interne à Mattel de scénario sur le thème de la magie. Elle commence à travailler sur son jeu, intitulé alors Magic Castle, mais est régulièrement interrompue car ses talents de graphiste et d'animatrice sont requis sur des projets prioritaires. Le jeu apparaît néanmoins sur le catalogue des futures sorties de Mattel, sous le titre Mystical Castle, mais son développement est à nouveau retardé lorsqu'une grande partie des graphismes sont réassignés au projet plus urgent de Quest pour l'Intellivoice. Après l'annulation des jeux Intellivoice, les graphismes « volés » pour Quest sont réintégrés, tandis que David Warhol rejoint Connie Goldman pour terminer la programmation.
Près d'un an après son début, s'achève enfin le développement du jeu désormais intitulé Thunder Castle. Mais la fermeture de Mattel Electronics, début 1984, intervient au moment de sa mise en production. A l'été 1986, INTV, qui a repris l'activité d'édition de Mattel, annonce l'arrivée imminente  de Mystic Castle, qui sort finalement sous le titre Thunder Castle à l'automne.
En 2016, Intelligentvision publie une version homebrew proposant quelques améliorations, notamment une vitesse de jeu plus rapide, le choix entre 4 niveaux de difficulté au début de la partie, le changement de quelques sprites pour rendre le jeu plus intuitif (la bougie, donnant une vie supplémentaire, est ainsi remplacée par un cœur...) et rétablissant le titre Mystic Castle.

## Musiques
David Warhol est à l'origine des musiques du jeu, utilisant certaines de ses pièces classiques préférées :
- Écran titre : Abdelazar or The Moor's Revenge, second mouvement (rondo), Henry Purcell
- Écran « Get Ready » : Symphonie nº 8, premier mouvement (ouverture), Franz Schubert
- Thème principal : Symphonie nº 8, premier mouvement, Franz Schubert
- Tour perdu : Symphonie nº 9, second mouvement, Ludwig van Beethoven
- Fanfare : Sonate K. 159, Domenico Scarlatti
- Power up (labyrinthe du dragon) : Une nuit sur le mont Chauve, Modeste Moussorgski
- Power up (labyrinthe du sorcier) : Symphonie nº 9, second mouvement (trio), Ludwig van Beethoven
- Power up (labyrinthe du démon) : Abdelazar or The Moor's Revenge, second mouvement (rondo), Henry Purcell

## Héritage
Thunder Castle est présent, émulé, dans la compilation Intellivision Lives! (en) sortie sur diverses plateformes.
Le 8 septembre 2010, Thunder Castle est ajouté au service Game Room (en) de Microsoft, accessible sur Xbox 360 et PC.
En 2021, la cartouche Intellivision Collection 1 porte douze titres de l'Intellivision, dont Thunder Castle, sur les consoles Evercade.